# Ernst Gustav Zaddach
Ernst Gustav Zaddach (Danzig, 7 juni 1817 - Koningsbergen, 5 juni 1881) was een Duits zoöloog en geoloog.
Zaddach studeerde natuurwetenschappen in Berlijn onder leiding van Ehrenberg en Johannes Mueller en van 1838-1841 werkte hij in Bonn onder leiding van Treviranus en Goldfusa. Voor zijn proefschrift werd hij bekroond met een doctoraat in 1841. Daarna begon hij met lesgeven in de zoölogie aan de universiteit en in 1853 werd hij benoemd tot buitengewoon hoogleraar zoölogie en anatomie aan de universiteit van Königsberg.
Zaddach hield zich voornamelijk bezig met geleedpotigen, zo beschreef hij voor het eerst het bloedcirculatie
systeem van kleine kreeftachtigen en deed hij veel werk aan kokerjuffers/schietmotten (Trichoptera) en bladwespen (Tenthredinidae). Ook op het gebied van de geologie produceerde hij een aantal opmerkelijke werken, o.a. gewijd aan de verklaring voor amberafzettingen aan de Oostzeekust.   

## Selectie van werken
- Synopsis crustaceorum prussicorum prodromus (1884).
- Untersuchung über die Entwickelung und den Bau der Gliederthiere. I. Die Entwicklung des Phryganideneies (1854);
- Beschreibung neuer oder wenig bekannter Blattwespen (Tenthredinidae) a.d. Gebiete der preussischen Fauna (1859);
- Ueber die Bernstein- und Braunkohlenlager des Samlandes (1860);
- Das Tertiärgebirge des Samlandes (1868);
- Beobachtungen über das Vorkommen des Bernsteins und die Ausdehnung des Tertiärgebirges in Westpreussen und Pommern.

- Stuttgart Database of Scientific Illustrators 1450–1950: 12025
- Gemeinsame Normdatei: 117592072
- International Standard Name Identifier: 0000 0000 1363 7300
- Library of Congress Control Number: no2023102563
- Nationale Bibliotheek van Tsjechië: mub2015877937
- Nederlandse Thesaurus van Auteursnamen: 146434986
- Système universitaire de documentation: 19410673X
- Virtual International Authority File: 27852261
- WorldCat: E39PBJgMwFVcBbjJtwkTfqMXVC